# Esztramos-hegy

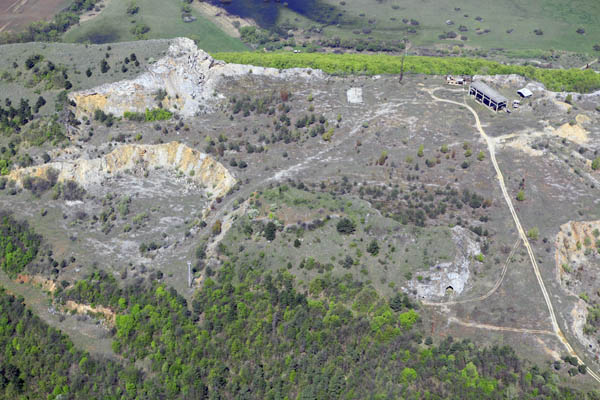
Légifotók az Esztramos-hegyről

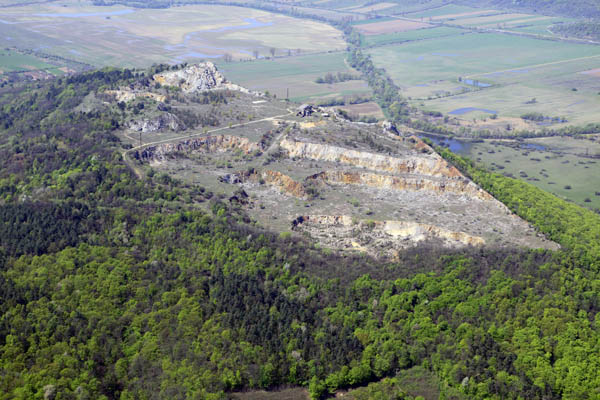

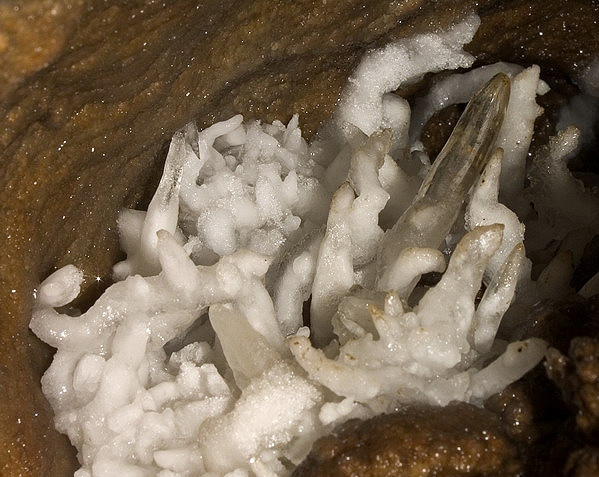
Ásványkiválás az Esztramosi Felső-táró 2. sz. üregében

Az Esztramos az Aggteleki-karszthoz sorolt, de földrajzi értelemben a Szalonnai-karszthoz tartozó, Bódvarákó és Tornaszentandrás között, a Bódva völgyéből szigetszerűen kiemelkedő, eredetileg 380, a bányászat következtében ma 320 méter magasságú hegy. Anyaga mészkő, amelyben vasérces telérek találhatók, így a vasérc miatt már az 1830-as évektől az 1950-es évekig, a jó minőségű, kohászati felhasználásra ideális mészkő miatt az 1940-es évektől, egészen 1996-ig bányászták. 1983-ban a hegy egyes területeit az Aggteleki Tájvédelmi Körzethez csatolták, 2001 óta a hegy teljes területe az Aggteleki Nemzeti Parkhoz tartozik. Az itt található barlangok az Aggteleki- és Szlovák-karszt barlangjaival együtt 1995 óta a Világörökség részét képezik.
Nevezetességei a főként a bányászati tevékenység következtében felfedezett barlangjai, köztük a hazánk egyik leggazdagabb formakincsével rendelkező Rákóczi 1. sz. barlang, vagy pont a bányászat miatt csaknem teljesen elpusztult Esztramosi Földvári Aladár-barlang. A hegy számos ürege és barlangja a bányaművelés során teljesen megsemmisült. Élővilága értékes, rétjein többek között kockás liliom és mocsári kosbor található, de itt fordul elő legnagyobb mennyiségben a fürtös kőtörőfű is.
Nevét elsőként Bél Mátyás említi a XVIII. század első felében, az a szláv sztrm szóból ered, amelynek jelentése meredek, amely a hegy jellegzetes alakjára utal.

## Felépítése, elhelyezkedése
Az Esztramos a Rudabánya-Tornaszentandrási hegyvonulat legészakibb felszínen maradt tagja, fő tömegét középső triász korú világosszürke, kristályos wettersteini mészkő alkotja. Délkeleti oldalán sárgásbarna, tűzköves mészkő a jellemző, északnyugati oldala sötétszürke, gutensteini dolomittal érintkezik. A dolomitos és a mészköves kőzettömegek határán kialakult tektonikus övezet kedvezett az ércesedésnek, így a hegyben számos vasérc-telér (25-50% közötti vastartalmú limonit és hematit) található. A kitűnően karsztosodó mészkőben –részben tektonikus hasadékok mentén– számos barlang és üreg jött létre. A hegy ásványokban gazdag, többek között azurit, barit, hematit, kalcit, pirit és kalkopirit, malachit, valamint sziderit található kőzetében.

## Bányászat
A hegy vasércét minden valószínűség szerint már az Árpád-korban is bányászták, ipari méretű kitermelése 1834-ben indult meg. A telérek egy része külszíni fejtéssel, más része csak mélyműveléssel volt elérhető, így 1893-ban, megindult a mélyszíni művelés is. 1907 és 1922 között csak külszíni fejtéssel foglalkoztak, de a trianoni békeszerződés utáni nagy vashiány enyhítésére mind a mély, mind a külszíni fejtés új lendületet kapott. A vasércbányászatot 1951-ben felfüggesztették, inkább a külszíni fejtéssel könnyen elérhető, jó minőségű mészkő bányászatára helyezték a hangsúlyt, amelyet többek közt az ózdi kohászati üzemek használtak fel segédanyagként. A nagyarányú iparosítási törekvések következtében 1956-ban ismét hozzáláttak a még meglévő mélyszíni vasérckészletek kitermelésének. A vasércbányászatot 1960-ig, a mészkőbányászatot kisebb megszakításokkal egészen 1996-ig folytatták.
A hegy belsejébe számtalan tárót hajtottak kutatási és egyéb célokkal, ezek gyakran futottak bele kisebb-nagyobb üregekbe és barlangokba. A bányászok a sokszor példátlan szépségű ásványokkal és képződményekkel bíró üregeket eltömedékelték vagy berobbantották és lefejtették a körülöttük található kőzettel együtt, így mára ismeretlen számú barlang vált a bányaművelés áldozatává. A külszíni fejtés robbantásai szintén visszafordíthatatlan károkat okoztak a hegy több barlangjában. A bányászat következtében a hegy gerincét 30-80 méter vastagságban lemetszették, elpusztítva a teljes ottani élővilágot. A rendszerváltáskor összeomló nehézipar az esztramosi mészkőbányászatot is magával rántotta, megszűnt a kitermelés, így az ezzel járó környezetrombolás, ahogy megszűntek a bányavállalat által a környéken szinte egyedüliként biztosított munkahelyek. A bányászat teljes felhagyása, a bányászattörténeti és természeti szempontból is értékes terület turisztikai célú kiépítése és az ott található barlangok megnyitása helyett –bár ezt már akkor is sokan szorgalmazták– a bányát az 1990-es években privatizálták. Az új bányavállalat 1996-ban csődbe ment, a még megmaradt bányászati eszközöket széthordták, ellopták vagy azok a vandalizmus áldozatává váltak. Az esztramosi bányászat dicstelen lezárulta után vált csak lehetővé, hogy a hegyet és a barlangokat megnyissák a nagyközönség számára. Az Aggteleki Nemzeti Park 1998 júliusa óta őrzi területet, elejét véve a sokszor a barlangokat is érintő lopásoknak és rongálásnak. A tervek szerint az Esztramoson vasércbányászati múzeum épülne, kihasználva a számos, még ma is jó állapotban lévő táró és vágat adta lehetőségeket, valamint ökológiai és ásványtani bemutatóhelyen lehetne megismerkedni a környék különlegességeivel.

## Barlangjai
Több feljegyzés is található levéltárakban az Esztramos múltjáról, az egyik írásos emlék 1864-ből olyan üregekről írt, amelyekben ember és állatcsontokat találtak.
Az Esztramoson napjainkig 52 barlangot fedeztek fel, nagy részüket a bányászati tevékenység közben. A hegy felső részén feltárt 23 barlang közül 18 teljesen megsemmisült, az alsóbb bányaszinteken a tárókból nyíló barlangok közül sokat eltömedékeltek. Az Esztramos barlangjai két típusba sorolhatóak: a felső bányaudvarból nyílóak döntően vízszintes kiterjedésűek, az alsóbb tárókból megközelíthetők döntően függőleges hasadékjellegűek.
Az első típusba tartozik az 1964-ben felfedezett Esztramosi Földvári Aladár-barlang, amelyet gyakran rombarlangként is emlegetnek, ugyanis képződményeinek nagy része a robbantásos bányaművelés áldozatává vált. Első terme még 1971-ben beomlott, de a természetvédelmi törvény adta lehetőségek kihasználásával, a hosszas huzavona után a körülötte kijelölt 50 méteres védőpillérnek köszönhetően különlegesen sokszínű képződményei végül is megmenekültek a teljes pusztulástól. Bár az Aggteleki Nemzeti Parknál tett előzetes bejelentés után látogatható barlangban ma is láthatóak a rombolás megdöbbentő nyomai, ásványkülönlegességei miatt fokozottan védett besorolás alá tartozik.
A második csoportba a hegy alsóbb szintjein futó tárók által feltárt barlangok tartoznak, mint amilyenek a Rákóczi 1. sz. és 2. sz. barlangok. Ezek döntően függőleges irányúak, teljes vertikális kiterjedésük akár 80 méter is lehet, alsó részüket több esetben a Bódva-patak vízszintje által meghatározott magasságban lévő karsztvíz-tavak töltik ki. A hegy legalsó, 7. bányaszintjén hajtott kutatótáróból megközelíthető (bárki számára látogatható) Rákóczi 1. sz. barlang különlegessége a kevés más helyen látható formagazdagság és az egyes képződmények egymásraépülése.
A hegy barlangjai az Aggteleki-karszt és a Szlovák-karszt többi barlangjával együtt 1995 óta a Világörökséghez tartoznak. A hegy fokozottan védett barlangja az Esztramosi Felső-táró 2. sz. ürege, az Esztramosi Földvári Aladár-barlang, a Rákóczi 1. sz. barlang, a Rákóczi 2. sz. barlang, a Rákóczi 3. sz. barlang és a Rákóczi-oldaltáró barlangja.

## Egykori és mai élővilága
A hegyen számos ősgerinces lelőhelyet tártak fel, a legnagyobb számban gyökeres fogú pocok (Mimomys)-maradványok kerültek elő, amelyek közül hármat itt írtak le először (M. osztramosensist, M. pitymyoidest, M. tornensist). Mai növényvilágának kiemelkedő képviselője a kockás liliom, a széleslevelű nőszőfű, a fehér- és piros madársisak, a madárfészekkosbor vagy a lisztes berkenye. Állatvilágából jelentősebbek a gyíkok (pl. magyar gyík, fürge gyík, madárvilágára többek közt a poszáta, a fűzike, a pinty, vagy a fekete harkály illetve a szürke küllő jellemző, az emlősök közül vadmacskával találkozni.